# Саламін
Саламін (грец. Σαλαμίνα) — найбільший з Саронічних островів у Греції поблизу Афін. Знаний як «острів Аякса», героя, який очолював саламінців у Троянській війні.

## Історія

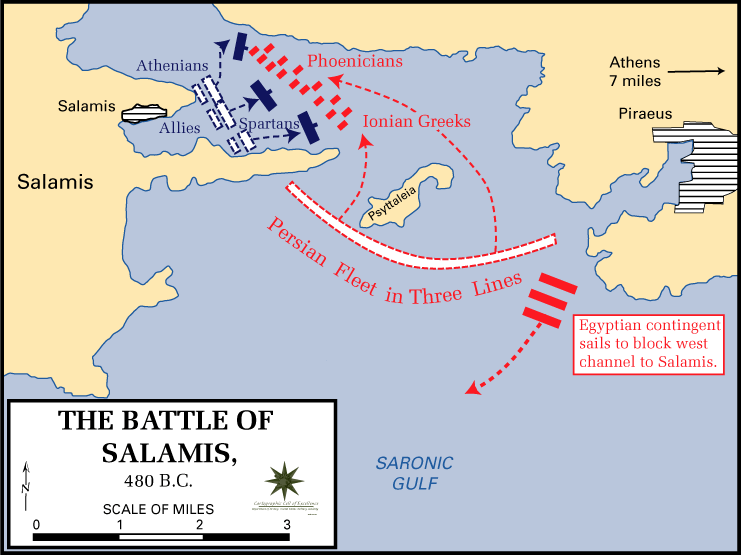
Битва при Саламіні

Пізніше втратив самостійність, був колонізований вихідцями з Егіни, підпав під владу Мегар. 598 до н. е. острів захопили Афіни — ініціативою і під проводом Солона.
У Саламінській протоці, яка відділяє острів від материкової Греції у 480 до н. е. відбулася вирішальна битва між грецьким та перським флотами, що завершилася перемогою греків.
У 2016 році американський інвестор Майкл Чарльз Рокфеллер спільно з громадським діячем і головою Комісії з туризму острова Кіріакосом Марідакісом, створили проєкт реконструкції острова. Він був підтриманий Його Світлістю Князем Монако, Альбером II.